# باران نوامبر (فیلم ۲۰۰۷)
باران نوامبر (انگلیسی: November Rain) فیلمی هندی است که در سال ۲۰۰۷ منتشر شد.